# マルコ・マリッチ
マルコ・マリッチ（Marko Marić 、1996年1月3日 - ）は、オーストリア出身のプロサッカー選手。アトロミトスFC所属。ポジションはGK。

## クラブ経歴
2004年、8歳の時にSKラピード・ウィーンのユースチームに入団。2011–12シーズンよりリザーブチームに昇格し、2012年5月4日のSVマッテルスブルクII戦でプロデビューを果たした。2014年5月11日、オーストリア・ブンデスリーガ最終節のSVリート戦でトップチームデビュー。
2015年6月30日、TSG1899ホッフェンハイムに移籍し、直後にレヒア・グダニスクにレンタル移籍。
2017年1月31日、ハノーファー96にレンタル移籍。
2017年8月1日、リールストロムSKにレンタル移籍。
2020年1月13日、ヒューストン・ダイナモに移籍。

## 代表歴
当初は年代別のオーストリア代表に選ばれていたが、両親がクロアチア人のため、クロアチア代表に変更した。
2013年10月にUAEで開催された2013 FIFA U-17ワールドカップでは、U-17クロアチア代表の一員として3試合に出場した。

## タイトル
リールストロムSK
- ノルウェー・カップ:2017